# Isolamento da tabela de página do Kernel
Isolamento da tabela de página do Kernel (KPTI, anteriormente chamado de KAISER) é uma técnica de endurecimento do Kernel do linux para melhorar a segurança ao isolar melhor o espaço do usuário e a memória do espaço do Kernel, afim de evitar técnicas que burlem o KASLR, como os ataques Meltdown e Spectre. O KPTI foi incorporado em Janeiro de 2018 ao Kernel Linux na versão 4.15 e 4.14.10. O Windows implementou um recurso idêntico na versão 17035 (RS4)